# Sphecodes semicoloratus
Sphecodes semicoloratus är en biart som först beskrevs av Cockerell 1897.  Sphecodes semicoloratus ingår i släktet blodbin, och familjen vägbin. Inga underarter finns listade i Catalogue of Life.